# Gravlax

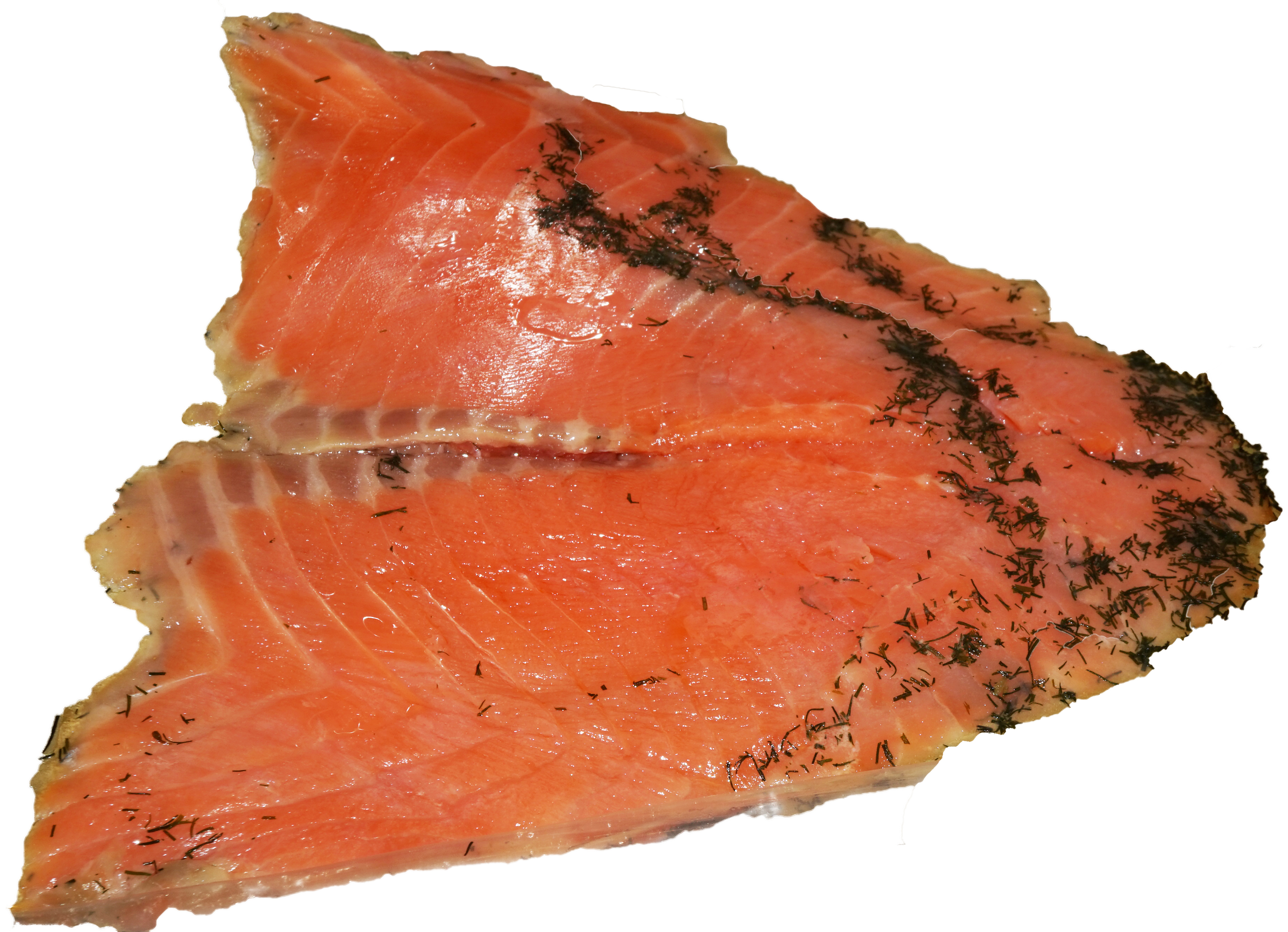
Gravlax

Gravlax (lub w szw. gravad lax, duń. gravad laks, norw. gravlaks, fiń. graavilohi, est. graavilõhe, isl. graflax) – tradycyjne dla kuchni skandynawskich danie przyrządzane z surowego łososia peklowanego w soli z dodatkiem cukru i koperku.
Podawane jest najczęściej jako przekąska, krojone na plastry, z ziemniakami lub na chlebie, w towarzystwie specjalnego sosu hovmästarsås (gravlaxsås). Nazwa dania (dosłownie pogrzebany łosoś) wywodzi się ze średniowiecza, kiedy to rybacy solili łososie i zakopywali w piasku, w miejscu napływania fal morskich, by lekko sfermentowały. Obecnie nie stosuje się już fermentacji w procesie produkcyjnym. Ryby przyrządza się w marynacie, w ciągu kilku dni. Niekiedy jako gravlax oferuje się ryby wędzone, co jest nadużyciem nazwy.